# Руттер, Александр Михайлович
Руттер Александр Михайлович (неизвестно, неизвестно — неизвестно, неизвестно) — советский деятель, дипломат, председатель исполнительного комитета Тульчинского, Гайсинского и Проскуровского окружных советов, управляющий делами ЦК КП(б) Украины. Член ВУЦИК.

## Биография
Член РКП(б) с 1918 года.
В 1922—1923 годах — председатель Криворожского городского совета Екатеринославской губернии.
В 1923—1924 годах — председатель исполнительного комитета Тульчинского окружного совета Подольской губернии.
В 1924 — марте 1925 года — председатель исполнительного комитета Гайсинского окружного совета Подольской губернии.
В марте 1925 — 1926 году — председатель исполнительного комитета Проскуровского окружного совета.
В 1927—1928 годах — управляющий делами ЦК КП(б) Украины.
Затем находился на дипломатической работе.
В августе 1934 — феврале 1936 года — генеральный консул СССР в Карсе (Турция).
С 1936 года — генеральный консул СССР в Тебризе (Иран).
Автор романа «Араты» о жизни в Монгольской Народной Республике, изданного в 1946 году в Москве.